# حشره‌خوار سومالی
 حشره‌خوار سومالی (نام علمی: Crocidura somalica) نام یک گونه از سرده حشره‌خوارهای دندان‌سفید است.